# British Girls Adult Film Database
British Girls Adult Film Database, o BGAFD, è una banca dati online contenente le informazioni su film pornografici e attori pornografici britannici. Comprende, al febbraio 2015, schede descrittive per più di 21.000 film e di 3.000 attrici.

## Descrizione
Gli autori ritengono il sito essere frutto di un'accurata e continua ricerca sulle modelle britanniche nei video per adulti. Sono incluse attrici britanniche di nascita e attrici legate anche temporaneamente al Regno Unito, per lavoro o per residenza, limitatamente al tempo di permanenza.
L'indicizzazione è cominciata dalle aggiunte operate alla lista che tale MadMax aveva stilato a partire dai video che possedeva, da cataloghi di video cartacei e online, vidcap e filmografie scaricate, il sito dell'Internet Adult Film Database (carente sui film non pubblicati negli Stati Uniti), il sito "whoisshe", alcuni libri sull'argomento e il contributo di partecipanti ad alcuni newsgroup.
Per la parte del sito dedicata alle pellicole softcore britanniche degli anni settanta i curatori hanno attinto, con il consenso dell'autore, a Keeping The British End Up: The Complete Guide To British Sex Films, di Simon Sheridan.
Il sito contiene un forum interno, una sezione dedicata all'identificazione di attrici di cui si hanno solo immagini, un elenco di libri erotici, una pagina per gli ultimi aggiornamenti e una sezione di link esterni a vario materiale per adulti, informativo e non.

## Schede
Il sito ha un indice alfabetico per le schede di attrici e di film, alle quali si può giungere anche attraverso la ricerca interna.

### Attrici
La scheda descrittiva di un'attrice contiene un'immagine, delle annotazioni, eventuali pseudonimi, una filmografia (con indicati nomi alternativi dei film e ruolo interpretato), i link a siti web ufficiali, a club o gruppi dedicati all'attrice, alla pagina su Wikipedia e ad una galleria di immagini.

### Film
La scheda descrittiva di un film contiene una sezione di dettagli (anno, regista, casa di produzione/distribuzione, se è una compilation di scene), i nomi delle attrici britanniche presenti nel cast e link a siti di vendita del film.